# هيام المفلح
هيام حسون علي المفلح هي مهندسة زراعية حاصلة على بكالوريوس في العلوم الزراعية، تعمل حاليا كاتبة وصحفية متفرغة في جريدة الرياض السعودية منذ 11 سنة، لها زاوية أسبوعية بالجريدة تنشر كل يوم جمعة، مشرفة صفحة الطفل «البراعم» التي تنشر كل يوم جمعة بالجريدة.

## لها ثلاث مجموعات قصصية منشورة
- الأولى / صفحات من ذاكرة منسية[2]
- الثانية / الكتابة بحروف مسروقة[2]
- الثالثة / كما القلق يتكئ الجمر[2]

## سيناريو
فيلم قصير- قيد التنفيذ- لقصتها «فكرة» التي سبق نشرها ضمن مجموعتها القصصية الثانية.

## الجوائز الأدبية
في مجال القصة وهي:
- المركز الأولى في مسابقة الأديب السوري «سعد صائب» الثانية في سوريا - عن قصة «صفحات من ذاكرة منسية» عام 1989م)
- المركز الأول في مسابقة القصة الخامسة في نادي القصة السعودي -عن قصة «يوم طارت ابنتي»·عام 18 14هـ)
- المركز الثاني في مسابقة القصة التي أجرتها (أندية الفتيات بالشارقة على مخطوطة «الكتابة بأحرف مسروقة») على مستوى كاتبات الوطن العربي عام 1998 م، وقد طبعت المجموعة على نفقة الأندية في عام 1999 م·

اختيرت مجموعتها الثانية للتدريس في جامعة الإمام عام 2000 م
·ترجم لها العديد من القصص إلى اللغات الأجنبية، أهمها ما ترجم ضمن مشروع (الجمعية المغربية للترجمة والحوار الثقافي) بإدارة مديرة النشر د. شهرزاد عبد الإله الفاسي، وكذلك مشروع (الترجمة السعودي العالمي - متسع –برئاسة الباحثة منيرة بنت بدر المهاشير.)
·اختار المترجم هنري دياب قصتها «يوم طارت ابنتي»، القصة السعودية الوحيدة، ليترجمها إلى اللغة السويدية، وطبعها ضمن كتاب (عربي – سويدي) بعنوان «رائحتي شهية كالنعناع» ضم بين دفتيه عشر قصص لعشر كاتبات فقط من الوطن العربي.
·نشرت قصصاً في مطبوعات سورية وخليجية وفي المغرب العربي، كما حظيت قصصها بالعديد من الدراسات المنشورة داخل المملكة وخارجها.. وفي الإذاعات «كإذاعة دمشق – إذاعة الرياض - وإذاعة مونت كارلو» - ولها مشاركات قصصية على الإنترنت.
·أقامت عدة أمسيات قصصية داخل المملكة (الرياض – الدمام – المدينة المنورة) وخارجها (سوريا)، وأجريت معها العديد من اللقاءات الصحفية المطبوعة، والالكترونية.